# Книга негров (мини-сериал)
«Книга негров» (англ. The Book of Negroes) — канадо-американский исторический мини-сериал, основанный на одноимённом романе Лоуренса Хилла. Шестичасовой мини-сериал рассказывает о происхождении исторического документа «Книга негров», ведя рассказ от лица Аминаты Диалло, порабощенной в 11-летнем возрасте в Западной Африке и привезенной в Южную Каролину. В ходе развития сюжета, главная героиня проходит период Американской революции и перемещается между городами и странами, прежде чем стать свободной в Англии.
Главную роль в мини-сериале исполнила Онжаню Эллис, тогда как Лайрик Бент, Кьюба Гудинг-младший и Луис Госсетт-младший взяли на себя роли второго плана. Проект изначально разрабатывался в качестве полнометражного фильма в 2009 году, прежде чем стать мини-сериалом, режиссёром которого выступил Клемент Вирго. Съёмки проходили весной 2014 года в Южной Африке, а также в Канаде. Премьера мини-сериала состоялась 7 января 2015 года в Канаде на CBC и 16 февраля на американском BET, получая похвалу от критиков.